# Będzie lepiej
Będzie lepiej – polski film komediowy z 1936 r. w reżyserii Michała Waszyńskiego, opowiadający o perypetiach dwóch lwowskich batiarów – „Szczepka” i „Tońka” .

## O filmie
W głównych rolach wystąpili „Szczepko” i „Tońko”, niezwykle popularni przed II wojną światową lwowscy gawędziarze radiowi, władający gwarą lwowską. Obaj byli gwiazdami powstałej w 1933 r. Wesołej Lwowskiej Fali. Filmem Będzie lepiej komicy zadebiutowali w kinie. W 1939 r. został nakręcony drugi film z ich udziałem, pt. Włóczęgi, a trzecia komedia (Serce batiara) nie została ukończona w wyniku wybuchu II wojny światowej.
W filmie wystąpili również wybitni aktorzy komediowi Antoni Fertner i Stanisław Sielański.

## Fabuła
Dwaj przyjaciele, Szczepko (Kazimierz Wajda) i Tońko (Henryk Vogelfänger), znajdują w parku porzucone niemowlę z dołączoną karteczką, na której widnieje prośba o zaopiekowanie się dzieckiem. Zabierają je do domu i troskliwie się nim opiekują. Do Lwowa przyjeżdża Wanda (Loda Niemirzanka), właścicielka sklepu z zabawkami w Warszawie, wraz ze stryjem Onufrym Ruczyńskim (Antoni Fertner), aby dokonać zakupu lalek w fabryce Dalewicza (Aleksander Żabczyński). Stryj widzi w nim ponadto kandydata na męża dla swojej siostrzenicy. Na skutek zbiegu okoliczności, dziecko trafia do rodziny Ruczyńskich w Warszawie, podczas gdy Szczepko i Tońko szukają go rozpaczliwie. Niebawem pojawiają się w Warszawie, do której przyjeżdża też zakochany w Wandzie Dalewicz. Czeka ich wiele zabawnych perypetii. 

## Obsada
- Henryk Vogelfänger – „Tońko”
- Kazimierz Wajda – „Szczepko”
- Loda Niemirzanka – Wanda Ruczyńska, właścicielka sklepu z zabawkami w Warszawie
- Aleksander Żabczyński – fabrykant Julian Dalewicz
- Antoni Fertner – Onufry Ruczyński, stryj Wandy
- Wanda Zawiszanka – Basia, pokojówka Ruczyńskich
- Stanisław Sielański – Hipek
- Wilhelm Korabiowski – Franciszek
- Irena Skwierczyńska
- Wanda Jarszewska

## Odbiór
Bolesław Lewicki jako recenzent filmu na łamach „Gazety Lwowskiej” pozytywnie ocenił produkcję, w szczególności chwaląc pierwszą w karierze grę aktorską na ekranie duetu Vogelfänger – Wajda, tym niemniej wyraził również niepochlebne zdanie dotyczące reżyserii M. Waszyńskiego oraz samej fabuły.

Szczepko, Tońko i Strońć na ekranie – już to samo stanowi sensację. To, co stanowiło dotąd tylko pogłos rozmów płynących wieczornymi  niedzielami z głośników, ma się stać widzianą rzeczywistością. Widmo akustyczne staje się pełnym obrazem życia. Mogły zachodzić obawy, czy Szczepko, Tońko i Strońć widziani na ekranie nie rozczarują swoim wyglądem, grą, gestykulacją, czy nie zburzą swojej własnej sławy. (...) Obawy były płonne. Film nagrodzono oklaskami, co się rzadko zdarza w kinoteatrach.